# Rinorea uniflora
Rinorea uniflora là một loài thực vật có hoa trong họ Hoa tím. Loài này được Exell miêu tả khoa học đầu tiên năm 1926.